# Miquel Blanchart
Miquel Blanchart Tinto (* 7. Mai 1984 in Sabadell) ist ein spanischer Triathlet und Langdistanz-Europameister (2011). Er wird in der Bestenliste spanischer Triathleten auf der Ironman-Distanz geführt.

## Werdegang
1999 startete er erstmals bei einem Aquathlon.

### Europameister Triathlon Langdistanz 2011
Miquel Blanchart wurde im August 2011 in Finnland Europameister auf der Triathlon-Langdistanz (4 km Schwimmen, 120 km Radfahren und 30 km Laufen).

Im Mai 2013 wurde er Zweiter beim Ironman Lanzarote und er konnte diesen Erfolg 2014 wiederholen. Beim Ironman Mexico wurde er im November 2016 Neunter.
Im Mai 2017 wurde er auf der Mitteldistanz Dritter beim Ironman 70.3 Mallorca (1,9 km Schwimmen, 90 km Radfahren und 21,1 km Laufen).

## Sportliche Erfolge
| Datum/Jahr   | Rang | Wettbewerb               | Austragungsort | Zeit     | Bemerkung |
| ------------ | ---- | ------------------------ | -------------- | -------- | --------- |
| 13. Mai 2017 | 3    | Ironman 70.3 Mallorca    | Alcúdia        | 04:04:30 |           |
| 27. Mai 2012 | 4    | Half Challenge Barcelona | Barcelona      | 03:55:56 |           |

| Datum/Jahr    | Rang | Wettbewerb                                         | Austragungsort    | Zeit     | Bemerkung                                                                             |
| ------------- | ---- | -------------------------------------------------- | ----------------- | -------- | ------------------------------------------------------------------------------------- |
| 6. Okt. 2019  | 5    | Ironman Barcelona                                  | Calella           | 08:02:43 |                                                                                       |
| 30. Sep. 2017 | 4    | Ironman Barcelona                                  | Calella           | 08:02:03 | mit persönlicher Bestzeit                                                             |
| 27. Nov. 2016 | 9    | Ironman Mexico                                     | Cozumel           | 08:24:44 |                                                                                       |
| 2. Okt. 2016  | 3    | Ironman Barcelona                                  | Calella           | 08:07:16 |                                                                                       |
| 5. Juni 2016  |      | Ironman France                                     | Nizza             | 08:27:32 |                                                                                       |
| 23. Mai 2015  | 4    | Ironman Lanzarote                                  | Puerto del Carmen | 09:10:25 |                                                                                       |
| 5. Okt. 2014  | 2    | Ironman Barcelona                                  | Calella           | 08:04:38 |                                                                                       |
| 17. Mai 2014  | 2    | Ironman Lanzarote                                  | Puerto del Carmen | 08:58:06 |                                                                                       |
| 14. Juli 2013 | 5    | Challenge Roth                                     | Roth              | 08:13:25 | mit der schnellsten Laufzeit des Tages in 2:43:36 Stunden                             |
| 18. Mai 2013  | 2    | Ironman Lanzarote                                  | Puerto del Carmen | 08:52:08 | [ 2 ]                                                                                 |
| 29. Juli 2012 | 10   | ITU Long Distance Triathlon World Championships    | Vitoria-Gasteiz   | 05:52:42 | Triathlon-Weltmeisterschaft auf der Langdistanz                                       |
| 5. Nov. 2011  | 12   | ITU Long Distance Triathlon World Championships    | Henderson         | 05:20:43 | Triathlon-Weltmeisterschaft auf der Langdistanz                                       |
| 21. Aug. 2011 | 1    | ETU Long Distance Triathlon European Championships | Tampere           | 05:33:07 | Europameister auf der Langdistanz (4 km Schwimmen, 120 km Radfahren und 30 km Laufen) |